# Roger Kellaway
Roger Kellaway (Waban, 1º novembre 1939) è un pianista, compositore e musicista statunitense.

## Biografia
Nato in Massachusetts, studia al conservatorio e diventa compositore di musica per orchestra, ensemble da camera, gruppi jazz, film, spettacoli televisivi, produzioni teatrali e balletti.
Nel corso della sua carriera ha lavorato con Lena Horne, Elvis Presley, Barbra Streisand, Joni Mitchell, Natalie Cole, Caterina Valente, Oliver Nelson, Henry Mancini, Thad Jones, Quincy Jones, Eddie Daniels e decine di altri artisti.
Negli anni '70 ha dato vita al Cello Quartet.
Tra i temi di produzioni televisive da lui scritte ed eseguite si ricorda quello di Arcibaldo.
Ha ricevuto anche la nomination all'Oscar alla migliore colonna sonora (adattamento con canzoni originali, 1977) per il film È nata una stella e un Grammy Award per il miglior arrangiamento strumentale (1988).